# Lamač
Lamač (em alemão: Blumenau; em húngaro: Lamacs)  é um bairro de Bratislava, capital da Eslováquia. Está situado no distrito de Bratislava IV, na região de Bratislava. Tem 6,54 km² de área e sua população em 2018 foi estimada em 7.234 habitantes.